# One More Kiss (レベッカの曲)
「One More Kiss」（ワン・モア・キス）は、レベッカの10枚目のシングル。1988年11月21日にCBS・ソニー / FITZBEATから発売された。

## 背景
前作「MOON」から約9か月ぶりとなるシングルで、表題曲である「One More Kiss」は、前年にリリースされた「Nervous but Glamorous」に続き、レベッカがイメージキャラクターを務めたSONYのミニコンポ「Liberty」のCMソングに使用された。
2曲共にオリジナル・アルバム未収録で、表題曲のみ1991年に発売されたベスト・アルバム『The Best of Dreams Another side』、カップリング曲の「Noise From Your Heart」は、1995年に発売されたベスト・アルバム『Coupling Songs Collection』にてそれぞれ収録された。

## ディスクジャケット
ジャケット・デザインは加藤靖隆が手がけ、夏の浜辺で撮影の合間に休憩に入るNOKKOを、日傘を指して立ち去る瞬間を加藤が撮影したものが採用された。後に加藤は、1989年にリリースしたアルバム『BLOND SAURUS』の発売告知ポスターと、コンサートツアー「BLOND SAURUSの逆襲」のチケットのグラフィック・デザインを担当した。

## 収録曲
| 全作詞: NOKKO、全作曲: 土橋安騎夫、全編曲: レベッカ。 |                           |       |            |      |
| #                                                     | タイトル                  | 作詞  | 作曲・編曲 | 時間 |
| 1.                                                    | 「One More Kiss」         | NOKKO | 土橋安騎夫 | 5:39 |
| 2.                                                    | 「Noise From Your Heart」 | NOKKO | 土橋安騎夫 | 4:41 |
| 合計時間:                                             | 合計時間:                 | 10:20 |            |      |

## メディアでの使用
| # | 曲名              | タイアップ                         | 出典  |
| - | ----------------- | ---------------------------------- | ----- |
| 1 | 「One More Kiss」 | SONY Digital Compo“Liberty”CM Song | [ 2 ] |

## カバーしたアーティスト
| アーティスト  | 収録作品                           | 発売日         | 備考                             |
| One More Kiss | One More Kiss                      | One More Kiss  | One More Kiss                    |
| ------------- | ---------------------------------- | -------------- | -------------------------------- |
| 猫沢エミ      | tribute to REBECCA DREAM DISCOVERY | 1999年11月10日 | レベッカのトリビュート・アルバム |